# Кура-Карпиньяно
Кура-Карпиньяно (итал. Cura Carpignano) — коммуна в Италии, находится в регионе Ломбардия, подчиняется административному центру Павия.
Население составляет 2145 человек, плотность населения составляет 215 чел./км². Занимает площадь 10 км². Почтовый индекс — 27010. Телефонный код — 0382.
Покровительницей коммуны почитается Пресвятая Богородица, празднование в первое воскресенье августа.